# Pont-Aven

Pont-Aven este o comună în departamentul Finistère, Franța. În 1 ianuarie 2022 avea o populație de 2.796 de locuitori.